# Casinycteris argynnis
Casinycteris argynnis är en däggdjursart som beskrevs av Thomas 1910. Casinycteris argynnis var fram till 2010-talet ensam i släktet Casinycteris som ingår i familjen flyghundar. IUCN kategoriserar arten globalt som livskraftig. Inga underarter finns listade.

## Beskrivning
Denna flyghund når en kroppslängd (huvud och bål) av 9 till 9,5 cm och svansen finns bara rudimentärt. Arten väger 25 till 30 gram och har 5 till 6,3 cm långa underarmar. Djuret har allmänt en brun päls och i ansiktet samt vid öronens ansats finns vita, gula eller ljus orange teckningar. Arten skiljer sig främst i detaljer av skallens och tändernas konstruktion från närbesläktade flyghundar. Med en längd av 1,5 till 2,0 cm är öronen i förhållande till övriga kroppsdelar ganska stora för en flyghund. På öronen, vid näsborrarna och på läpparna förekommer inslag av gul. Vingarna är främst bruna med några gulbruna eller orangebruna ställen. Artens tandformel är I 2/2, C 1/1, P 2/3, M 1/2, alltså 28 tänder i hela tanduppsättningen.
Casinycteris argynnis förekommer i centrala Afrika i Kamerun, Gabon, Kongo-Brazzaville och Kongo-Kinshasa. Habitatet utgörs av regnskogar, träskmarker och öppna landskap med trädansamlingar. Arten vistas i låglandet.
Individerna vilar gömda i den täta växtligheten. Honor föder en unge per kull. Casinycteris argynnis flyger långsam så att den lätt kan manövrera. Arten har inte lika tydliga beniga plåt på gommen som andra flyghundar och därför antas att den har ett avvikande urval av frukter.